# Bundesstraße 228
Die Bundesstraße 228 (Abkürzung: B 228) ist eine deutsche Bundesstraße in Nordrhein-Westfalen.

## Verlauf
Die Bundesstraße verbindet die beiden Städte Düsseldorf und Wuppertal. Sie beginnt als Stadtstraße südlich von Düsseldorf an der A 59 im Stadtteil Benrath und erreicht nach vier Kilometern die Stadt Hilden. Sie durchquert die Stadt und kreuzt nach weiteren fünf Kilometern östlich der Stadt Haan die Bundesautobahn 46. Nach insgesamt 17 Kilometern erreicht die Bundesstraße den Stadtteil Vohwinkel der Stadt Wuppertal. Im weiteren Verlauf der Straße ist eine Anschlussstelle zum Sonnborner Kreuz eingerichtet. Nach einer Gesamtlänge von etwa 21 Kilometern endet die Bundesstraße an einer Kreuzung mit der Bundesstraße 7 im Bereich des Stadtteils Wuppertal-Elberfeld-West, Quartier Nützenberg.

## Geschichte
Die Straße zwischen Hilden und Vohwinkel wurde im Jahr 1852 fertiggestellt.